# Aberdour
Aberdour este un târg (o municipalitate urbană de ordin doi) din Scoția situat în regiunea Fife.